# Kačji Potok
Kačji Potok este o localitate din comuna Kočevje, Slovenia, cu o populație de 4 locuitori.